# Crossopetalum shaferi
Crossopetalum shaferi là một loài thực vật có hoa trong họ Dây gối. Loài này được (Britton & Urb.) Alain mô tả khoa học đầu tiên năm 1965.